# Parroquia Dalla Costa (Sifontes)
La parroquia Dalla Costa también escrito Dalla Costa es el nombre que recibe una de las 3 divisiones administrativas en las que se encuentra organizado el Municipio Sifontes al este del Estado Bolívar y del país sudamericano de Venezuela. No debe ser confundida con la Parroquia Dalla Costa del Municipio Caroní ubicada en la misma entidad federal.

## Historia
El territorio fue explorado y colonizado por los españoles y formó parte de la Provincia de Nueva Andalucía y Paria entre 1568 y 1777 y de la Capitanía General de Venezuela desde 1777. Además perteneció a la Provincia de Guayana entre 1585 y 1864. Parte de su territorio además formó parte del Cantón Upata entre 1840 y 1875. Desde 1901 es parte del Estado Bolívar. 
Su capital la localidad de El Dorado es famosa por ser uno de los puntos de resistencia contra las pretensiones británicas de anexar más territorio venezolano durante el siglo XIX, ya que esa ciudad fue establecida por el General Domingo Antonio Sifontes como un puesto militar donde se rechazó la invasión británica que pretendía llegar hasta las minas de oro  de El Callao (más al oeste), en un hecho conocido como el Incidente del Cuyuní en 1895. 
Su frontera este es objeto de una disputa histórica de Venezuela con Guyana (antes con el Reino Unido) que comenzó en 1899 con el Laudo Arbitral de París (declarado nulo e irrito por Venezuela) en el área conocida como Guayana Esequiba, administrada por Guyana pero reclamada por el estado venezolano.
En octubre de 1966 se produjo un nuevo incidente (Crisis de Anacoco) esta vez cuando Venezuela decidió establecer un puesto militar en la Isla de Anacoco para reafirmar su reclamación sobre todo el territorio de la Guayana Esequiba en base al territorio que poseía la Capitanía general de Venezuela al independizarse de España. Mientras que en Venezuela se considera que toda la isla es una parte del Estado Bolívar, en Guyana es considerada parte del territorio recibido por el Laudo de 1899 (que Venezuela declaró nulo).

## Geografía
La región posee una superficie aproximada de 746.400 hectáreas o 7464 kilómetros cuadrados por lo que tiene una tamaño superior al de países como Trinidad y Tobago o Brunéi. Limita al norte con el municipio Roscio, el Municipio El Callao y con la Parroquia Área capital Tumeremo, al Este con el Territorio de la Guayana Esequiba o Zona en Reclamación, y al sur con la Parroquia San Isidro (Bolívar). Incluye 2 localidades importantes para Venezuela la población de El Dorado con minas de oro cercanas, y la isla de Anacoco estratégica por estar justo en los límites con la Guayana Esequiba.
Según estimaciones de 2018 tiene una población aproximada de 14947 personas.

### Lugares de interés
- El Dorado
- Isla de Anacoco
- San José de Anacoco
- Cerro Agua Clara
- Cerro de la Fundación
- Río Cuyuní
- Mina Carrizal Oeste
- Mina Carrizal Sur
- Contrabando
- Los Cajones
- Suasua
- La Campesina
- El Delirio
- San Martín de Turumbang